# Monohelea pseudochelagonata
Monohelea pseudochelagonata är en tvåvingeart som beskrevs av Saha och Gupta 1991. Monohelea pseudochelagonata ingår i släktet Monohelea och familjen svidknott. Inga underarter finns listade i Catalogue of Life.